# Fairlight
För andra betydelser, se Fairlight (olika betydelser).
Fairlight (FairLight, ”FLT”) är en warez- och demogrupp med ursprung i Sverige. Fairlight grundades 1987. Den 21 april 2004 greps flera högt uppsatta medlemmar ur gruppen i en operation ledd av FBI, kallad Fastlink. Enligt ett rykte skedde razzian precis innan Fairlight skulle släppa storspelet Hitman: Contracts. Fairlights ISO-del var dock tillbaka på demoscenen i oktober 2006.
Fairlight har även scendivisioner som arbetar med demoer på plattformarna C64 och pc. Denna verksamhet är inte kriminell.